# Pierre Littbarski
Pierre Michael Littbarski (Berlín, 16 de abril de 1960) es un exfutbolista y entrenador alemán que jugó en las décadas de 1980 y 1990. Su posición era la de mediocampista ofensivo y jugó la mayor parte de su carrera en el Colonia de la Bundesliga de Alemania. Fue un jugador habilidoso, uno de los mejores regateadores de su época.

## Biografía
Comenzó a jugar al fútbol en el Hertha Zehlendorf de Berlín. En 1978 se enroló en las filas del Colonia, debutando en la Primera División de Alemania el 10 de febrero de 1979 ante el Eintracht Frankfurt. El equipo conquistó la Copa de Alemania en 1983 y estuvo cerca de ganar la liga varias temporadas.
Pese a las ofertas de varios clubes alemanes y europeos, Littbarski continuó fiel al Colonia; no obstante, en 1986 jugó una temporada en el Racing Club París de Francia. En 1987 regresó al Colonia, donde jugó hasta 1993, año en el cual emigró a Japón para jugar en el JEF United Ichihara Chiba, donde terminaría su carrera en 1997.

## Selección nacional
Pierre Littbarski fue internacional con Alemania Federal en 73 ocasiones, en las que anotó 18 goles.
Participó en 3 Mundiales de Fútbol: primero en el mundial España 1982 donde anotó 2 goles ante España y ante Francia. Fue una de las figuras del mundial con solo 22 años, gracias a su rapidez y habilidoso juego, siendo subcampeón del mundo ante Italia.
Luego participó en el mundial de México 1986 donde no fue el mismo de 4 años atrás, debido a las lesiones, pero siempre importante debido a su experiencia. Fue titular en 1 partido y entrando en 4 encuentros desde la banca y fue nuevamente subcampeón, esta vez ante la Argentina de Maradona.
En Italia 1990 al fin logró ganar una copa y fue el tricampeonato de Alemania, disputando la final ante Argentina, desquitándose de lo ocurrido hacía cuatro años antes. Anotó 1 gol frente a Colombia en primera fase. Siempre jugó con el número 7 en los 3 mundiales que participó.
Su debut con la selección absoluta —previamente había jugado en la categoría sub-21—, fue el 14 de octubre de 1981 en el partido Austria-Alemania Federal (3-1) en Viena.

### Participaciones en Copas del Mundo
| Mundial                        | Sede   | Resultado  | Partidos | Goles | Asistencias |
| ------------------------------ | ------ | ---------- | -------- | ----- | ----------- |
| Copa Mundial de Fútbol de 1982 | España | Subcampeón | 7        | 2     | 5           |
| Copa Mundial de Fútbol de 1986 | México | Subcampeón | 5        | 0     | 0           |
| Copa Mundial de Fútbol de 1990 | Italia | Campeón    | 6        | 1     | 2           |

## Clubes

### Como jugador
| Equipo                    | País     | Año       |
| ------------------------- | -------- | --------- |
| Colonia                   | Alemania | 1978-1986 |
| Racing Club París         | Francia  | 1986-1987 |
| Colonia                   | Alemania | 1987-1993 |
| JEF United Ichihara Chiba | Japón    | 1993-1995 |
| Brummell Sendai           | Japón    | 1996-1997 |

### Como entrenador
| Equipo                                    | País          | Año       |
| ----------------------------------------- | ------------- | --------- |
| JEF United Chiba (juveniles)              | Japón         | 1995-1998 |
| Yokohama FC                               | Japón         | 1999-2001 |
| Bayer Leverkusen                          | Alemania      | 2001      |
| MSV Duisburgo                             | Alemania      | 2001-2002 |
| Yokohama FC                               | Japón         | 2003-2004 |
| Sydney FC                                 | Australia     | 2005-2006 |
| Avispa Fukuoka                            | Japón         | 2007-2008 |
| Saipa FC                                  | Irán          | 2008      |
| FC Vaduz                                  | Liechtenstein | 2008-2010 |
| VfL Wolfsburgo (2º entrenador e interino) | Alemania      | 2010-2012 |
| VfL Wolfsburgo (Jefe del Scouting)        | Alemania      | 2012-2018 |

## Palmarés

### Campeonatos nacionales
| Título           | Club    | País     | Año  |
| ---------------- | ------- | -------- | ---- |
| Copa de Alemania | Colonia | Alemania | 1983 |

### Torneos internacionales
| Título                 | Selección | Sede   | Año  |
| ---------------------- | --------- | ------ | ---- |
| Copa Mundial de Fútbol | Alemania  | Italia | 1990 |